# Квинт Корнелий Прокул
Квинт Корнелий Прокул (на латински: Quintus Cornelius Proculus), пълно име Луций Стертиний Квинтилиан Ацилий Страбон Квинт Корнелий Рустик Апроний Сенецио Прокул (на латински: Lucius Stertinius Quintilianus Acilius Strabo Quintus Cornelius Rusticus Apronius Senecio Proculus), e политик и сенатор на Римската империя през 2 век.
През 146 г. Прокул е суфектконсул заедно с Луций Емилий Лонг. През 161/162 г. той е проконсул на провинция Азия.